# Hieracium borreri
Hieracium borreri là một loài thực vật có hoa trong họ Cúc. Loài này được Syme mô tả khoa học đầu tiên năm 1866.